# Amelora sparsularia
Amelora sparsularia là một loài bướm đêm trong họ Geometridae.